# Gonçalves Dias (Maranhão)
Gonçalves Dias é um município brasileiro do estado do Maranhão. Localiza-se na Microrregião de Presidente Dutra, Mesorregião do Centro Maranhense. O município tem 17.485 habitantes (2010) (8.676 homens e 8.809 mulheres). Desse total, 7.778 pessoas vivem na área urbana e 9.707 na zona rural (Censo 2010 do IBGE); e com 875,97 km². Foi criado em 1958.
| Área da unidade territorial [2024] | 883,588 km²                             |
| Hierarquia urbana [2018]           | Centro Local                            |
| Região de Influência [2018]        | Presidente Dutra - Centro Subregional B |
| Região intermediária [2024]        | Presidente Dutra                        |
| Região imediata [2024]             | Presidente Dutra                        |
| Mesorregião [2022]                 | Centro Maranhense                       |
| Microrregião [2022]                | Presidente Dutra                        |

Fonte: IBGE
| Bioma predominante [2024]             | Cerrado  |
| Área urbanizada [2019]                | 4,47 km² |
| Esgotamento sanitário adequado [2010] | 3,3 %    |
| Arborização de vias públicas [2010]   | 85,8 %   |
| Urbanização de vias públicas [2010]   | 5,3 %    |

Fonte: IBGE

## Espaço geográfico
O município de Gonçalves Dias está localizado na região dos cocais, a 340 km de São Luis. O município de Gonçalves Dias possui 112 povoados, 2 bairros e 1 vila. É banhado pelo rio Codozinho (periódico) e possui cerca de 20 açudes municipais. As cidades mais próximas são Dom Pedro, Governador Acher, Governador Eugênio Barros e Presidente Dutra. O único meio de transporte para se chegar até o município é rodoviário e o acesso é feito pela BR 135 e MA 256, que se se encontra asfaltada em condições regulares.
O território do município é rico em palmeiras de coco babaçu. Além de embelezar o horizonte do município, o babaçu é fonte de sobrevivência de grande parte da população rural.

## História
Em 1921, Luís de Sena Leal, conhecido como Luís Cantuária, travou com o cearense Manuel Bernardino uma sangrenta batalha no povoado de Mata Velha, município de Dom Pedro. Luís Cantuária escapou do massacre e, em outubro de 1922, refugiou-se na localidade de Cupim, então município de Caxias. Estava acompanhado de Raimundo Pedrosa, Raimundo Almira, Pedro e Antônio Pedrosa, com suas respectivas famílias. Ali, fixaram residência em um local conhecido por Alto do Patinzal, nome derivado de sua principal vegetação.
Mais tarde, o lugar passou a ser denominado Centro dos Pedrosas. Seus primeiros comerciantes foram Bento Chaves, Mariano Costa e Álvaro Cantanhede, (oriundos do município de Caxias), o Tenente Coronel Joaquim Leite Guimarães, vindo do município de Passagem Franca, Antônio Coimbra Sobrinho, do estado do Piauí, e Prudêncio Alves Feitosa, do município de Tauá, estado do Ceará. Além deles, um imigrante sírio, João de Assis, também estabeleceu-se no povoado.
Em 1946, foi criado o cartório distrital, que teve como escrivão Pedro de Sousa Santiago, depois substituído por João Pereira de Incarnação. O juiz de paz era Bernadino Kirieleison da Costa, conhecido por Becá.
A primeira escola pública foi criada em 1954, dirigida pela professora Maria da Providencia Leite Guimarães.
Na campanha de 1950, o candidato a governador, Eugênio Barros, visitou o povoado e recebeu dos moradores a reivindicação para transformá-lo em cidade. Isto ocorreu somente em 1958, quando foi aprovado o projeto de lei nº 1.715 de 31 de dezembro, apresentado pelo então deputado estadual Paulo Rocha Matos. O novo município recebeu o nome de Gonçalves Dias, pelo fato de pertencer anteriormente à cidade de Caxias, cidade natal do poeta Antônio Gonçalves Dias.
No dia 19 de fevereiro de 1959, foi instalado solenemente o município de Gonçalves Dias. Seu primeiro prefeito interino foi Prudêncio Alves Feitosa, que assim o governou de agosto a meados de 1960. Já no dia 3 de outubro de 1960, foi eleito o primeiro prefeito efetivo, Raimundo Nonato Braid. Também em 1960 foi instalado o primeiro posto de saúde, tendo como médico Hermes César Tavares Monteiro, cearense da cidade de Crato.

## Sistema econômico
As principais atividades produtivas do município estão na agricultura, que tem entre as principais o coco babaçu, arroz, feijão, milho, farinha e a melancia. Para o escoamento da produção são utilizados caminhões e até animais. Por estar na região dos cocais, a estação do coco babaçu é uma das principais atividades dos habitantes da zona rural, que usam a palha e vendem a amêndoa para ajudar na renda familiar. Para a maioria das famílias esta é a única fonte de renda.
O setor que mais cresce no município é agricultura e a pecuária, que absorvem 60% da população ativa no mercado de trabalho. Em seguida vêm os serviços e o comércio, com 20% cada.
O município tem como principal empregador a prefeitura, considerando que esta emprega 460 funcionários, comprometendo 55% do FPM (fundo de participação dos municípios). Devido à mão-de-obra desqualificada e à pouca oferta de vagas, o desemprego é um dos principais problemas no município, chegando a quase 60% da população ativa.
Vários órgãos do governo estão no município, para ajudar em sua infraestrutura. Entre eles estão: CAEMA, ECT (Empresa de Correios e Telégrafos) e FNS e, na área financeira, o Banco do Brasil, Lotérica (CEF) e Banco Bradesco.
Como serviço de hospedaria, a cidade possui dois hotéis na região central e um motel. Possui duas rádios comunitárias (principal meio de comunicação local). A radiofusão está ao alcance de todo município. A Rede Globo é a única emissora de televisão local; o acesso a outros canais é facultado somente via antena parabólica ou TV a cabo.
A cidade de Gonçalves Dias e como muitas outras do interior do Maranhão é integrada no meio político, a existência de três famílias, mas que na verdade formam uma só comprovam isso, essas famílias são as principais lideranças políticas do município as quais são: Cardoso, Barros e Dias.
A família Cardoso já obteve diversos representantes no poder como por exemplo: João Afonso Cardoso, Raimundo José Fernandes Cardoso e Pedro Afonso Cardoso, a família Barros e que também leva o sobrenome Dias já tiveram Baltazar Dias Barros, Aristeu Dias Barros e Aurino Dias Barros, a família Dias já tiveram, Francisco Gonçalves Dias, Rosita Fernandes Dias e Vadilson Fernandes Dias, assim sendo uma oligarquia sem tempo limite de término, mas essa oligarquia foi quebrada ao elegerem Vilson Andrade Barbosa, conhecido como borracheiro ou mineral e na sequência Toinho Patioba, dando assim fim ao "reinado" daquelas famílias na cidade.
Em 2021, o PIB per capita do município era de R8.360,04. Comparando-se com outros municípios do estado do Maranhão, ficava na posição 137 de 217.
| PIB per capita [2021]                                                                           | 8.360,04 R$      |
| Índice de Desenvolvimento Humano Municipal (IDHM) [2010]                                        | 0,568            |
| Total de receitas brutas realizadas [2023]                                                      | 75.848.486,01 R$ |
| Transferências correntes (Percentual em relação às receitas correntes brutas realizadas) [2023] | 95,64 %          |
| Total de despesas brutas empenhadas [2023]                                                      | 86.191.219,46 R$ |

Fonte: IBGE
| Salário médio mensal dos trabalhadores formais [2022]                                             | 1,7 salários mínimos |
| Pessoal ocupado [2022]                                                                            | 1.503 pessoas        |
| População ocupada [2022]                                                                          | 8,74 %               |
| Percentual da população com rendimento nominal mensal per capita de até 1/2 salário mínimo [2010] | 53,4 %               |

Fonte: IBGE

## Educação
Em 2010, a taxa de escolarização de 6 a 14 anos de idade era de 96,9%. Comparando-se com outros municípios do estado do Maranhão, ficava na posição 100 de 217.
| Taxa de escolarização de 6 a 14 anos de idade [2010]             | 96,9 %           |
| IDEB – Anos iniciais do ensino fundamental (Rede pública) [2023] | 4,9              |
| IDEB – Anos finais do ensino fundamental (Rede pública) [2023]   | 4,8              |
| Matrículas no ensino fundamental [2023]                          | 2.392 matrículas |
| Matrículas no ensino médio [2023]                                | 588 matrículas   |
| Docentes no ensino fundamental [2023]                            | 195 docentes     |
| Docentes no ensino médio [2023]                                  | 29 docentes      |
| Número de estabelecimentos de ensino fundamental [2023]          | 39 escolas       |
| Número de estabelecimentos de ensino médio [2023]                | 2 escolas        |

Fonte: IBGE

## Cultura e lazer
A principal manifestação folclórica do município são as barraquinhas no mês de junho.
O município comemora a festa de sua padroeira, Nossa Senhora das Graças, com um grande festejo, que reúne milhares de pessoas, inclusive de outras cidades vizinhas.
Como atrativo natural o município oferece o rio Codozinho (localizado no povoado de Chapadinha) e alguns açudes que se transformam em balneários para o lazer das pessoas.
Na culinária os principais pratos são maria-isabel e o baião-de-dois.
Também está na cultura a fabricação artesanal de jacá, paraca, tapati e outros utensílios que são confeccionados com a utilização de taboca, palha de babaçu e tucum.